# Asopi
Asopi (en llatí Asopius, en grec antic Ἀσώπιος "Asòpios") fou un militar grec, fill de Formió d'Atenes i net d'Asopi, que va viure al segle v aC, i va lluitar, com el seu pare, a la Guerra del Peloponès.
A petició dels acarnanis, els seus aliats, que volien un membre de la família de Formió com a comandant de les seves tropes, va ser enviat pels atenencs després de les victòries navals del seu pare, a Naupacte l'any 428 aC. Va morir poc després en un atac fracassat a la costa de Lèucada, segons diu Tucídides.